# سام جانسون (بازیکن فوتبال، زاده ۱۹۹۲)
سام جانسون (انگلیسی: Sam Johnson; ۱ دسامبر ۱۹۹۲ ) بازیکن فوتبال اهل بریتانیا بود.
از باشگاه‌هایی که در آن بازی کرده‌است می‌توان به باشگاه فوتبال استافورد رانجرز، باشگاه فوتبال آلفرتون تاون، باشگاه فوتبال پورت ویل، و باشگاه فوتبال هالیفاکس تاون اشاره کرد.